# ТАТА-бокс

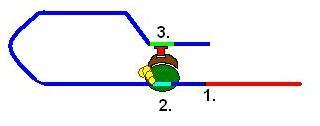
Упрощённая модель транскрипции эукариот. 1 — сайт начала транскрипции; 2 — ТАТА-бокс с РНК-полимеразой и транскрипционными факторами; 3 — энхансер, связанный с активирующим белком

ТАТА-бокс (бокс — повторяющаяся последовательность нуклеотидов, которая формирует транскрипционный или регуляторный сигнал), или бокс Хогнесса, ящик Прибнова — консервативный мотив ДНК (цис-регуляторный элемент) эукариот, имеющий последовательность 5'-TATAAA-3'. ТАТА-бокс располагается в промоторной области генов у архей и эукариот примерно на 30 нуклеотидов выше сайта начала транскрипции. По наличию ТАТА-бокса можно узнать матричную цепь ДНК, которая будет транскрибироваться. С ним связываются транскрипционные факторы, привлекающие РНК-полимеразу к сайту начала транскрипции (например, фактор TFIID, или ТАТА-фактор). Таким образом, ТАТА-бокс функционально эквивалентен Прибнов-боксу у бактерий.

## Функционирование

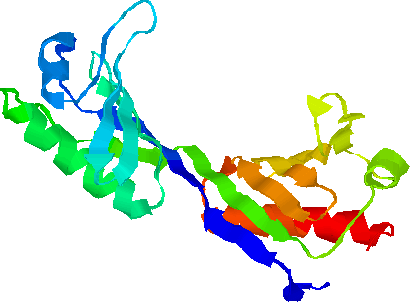
Пространственная структура ТАТА-связывающего белка

В норме ТАТА-бокс в начале транскрипции связывается с ТАТА-связывающим белком (TBP), который расплетает ДНК. АТ-богатый участок облегчает расплетание, поскольку 2 водородные связи в паре А-Т менее прочны, чем 3 в паре G-C. TBP представляет собой необычный белок, который связывается с малой бороздкой ДНК и состоит из β-слоёв.
ТАТА-бокс, как правило, обнаруживается в сайтах связывания РНК-полимеразы II. Транскрипционный фактор TFIID связывается с ТАТА-боксом, и вслед за ним к его верхней части присоединяется другой транскрипционный фактор, TFIIA, а к нижней части — TFIIB. Связыванию с этими факторами также способствует расплетание ДНК, индуцированное TBP. РНК-полимераза II распознаёт этот многобелковый комплекс и связывается с ним в сопровождении различных других транскрипционных факторов, таких как TFIIF, TFIIE и TFIIH. Тем самым инициируется транскрипция, и РНК-полимераза II движется по цепи ДНК, а TFIID и TFIIA остаются связанными с ТАТА-боксом. В дальнейшем это может облегчить присоединение дополнительных молекул РНК-полимеразы II. Кроме того, показано, что ТАТА-бокс может инициировать транскрипцию, осуществляемую не только РНК-полимеразой II, но и РНК-полимеразой III.

## Распространение
ТАТА-бокс является очень древним, высококонсервативным на протяжении эволюции промоторным мотивом эукариот и первым идентифицированным таким мотивом. Тем не менее, у позвоночных ТАТА-бокс не очень широко распространён. У большей части генов человека ТАТА-бокс отсутствует, и в них его роль выполняет инициаторный элемент или более сложный промотор типа CpG. Примерно 24 % генов человека содержат ТАТА-бокс, расположенный в пределах центрального промотора (по данным другим исследователей, ТАТА-бокс встречается в 10 % промоторов генов человека). Чуть ранее анализ приблизительно тысячи генов выявил наличие ТАТА-бокса в промоторах 32 % из них. Установлено, что наиболее широко ТАТА-бокс распространён среди генов, вовлечённых в клеточные ответы и органогенез. Судя по всему, промоторы с ТАТА-боксом свойственны генам, специфичным для клеток определённого типа, в то время как промоторы CpG характерны для генов домашнего хозяйства.